# Fjällig bägarlav
Fjällig bägarlav (Cladonia macrophylla) är en lavart som först beskrevs av Schaer., och fick sitt nu gällande namn av Stenh. Fjällig bägarlav ingår i släktet Cladonia och familjen Cladoniaceae.  Arten är reproducerande i Sverige. Inga underarter finns listade i Catalogue of Life.